# Kimhyŏnggwŏn
Kimhyŏnggwŏn (kor. 김형권군, Kimhyŏnggwŏn-gun, do 1990 roku powiat P'ungsan, kor. 풍산군, P'ungsan-gun) – powiat w Korei Północnej, w południowej części prowincji Ryanggang. W 2008 roku liczył 37 528 mieszkańców. Graniczy z powiatem P’ungsŏ od północy, a z pozostałych stron z powiatami należącymi do prowincji Hamgyŏng Południowy: Hŏch’ŏn od wschodu, Pujŏn od zachodu, a także Sinhŭng i Tŏksŏng od południa. 88% terytorium powiatu stanowią lasy. Na jego terenie znajduje się kilka elektrowni wodnych, których praca jest istotna z punktu widzenia zapewnienia dostaw energii elektrycznej na terenie całego kraju.

## Historia
Przed wyzwoleniem Korei spod okupacji japońskiej tereny należące do powiatu wchodziły w skład powiatu P'ungsan. Powstały w 1913 roku, składał się wówczas z 5 miejscowości (kor. myŏn) oraz 105 wsi (kor. ri). W obecnej formie, powstał w wyniku gruntownej reformy podziału administracyjnego w grudniu 1952 roku. W jego skład weszły wówczas tereny należące wcześniej do miejscowości Ansan, Ansu i Pungsan (10 wsi; powiat P'ungsan). Jako powiat P'ungsan składał się z miasteczka (P'ungsan-ŭp) oraz 19 wsi. Obecną nazwę powiat otrzymał dopiero w sierpniu 1990 roku. Celem zmiany było uczczenie pamięci uchodzącego w propagandzie Korei Północnej za bohatera Kim Hyŏng Gwŏna (1905-1936) – działacza niepodległościowego z czasów okupacji Korei przez Japonię, partnera Kim Ir Sena z partyzantki antyjapońskiej.

## Podział administracyjny powiatu
W skład powiatu wchodzą następujące jednostki administracyjne:
| Nazwa jednostki administracyjnej | Rodzaj jednostki administracyjnej | Chosŏn'gŭl   | Hancha       |
| -------------------------------- | --------------------------------- | ------------ | ------------ |
| Kimhyŏnggwŏn-ŭp                  | miasteczko                        | 김형권읍     | 金亨權邑     |
| P'yŏngsan-rodongjagu             | dzielnica robotnicza              | 평산로동자구 | 平山勞動者區 |
| Jiksŏl-ri                        | wieś                              | 직설리       | 直雪里       |
| Sinwŏn-ri                        | wieś                              | 신원리       | 新元里       |
| Saa-ri                           | wieś                              | 사아리       | 士雅里       |
| Ji'gyŏng-ri                      | wieś                              | 지경리       | 地境里       |
| Haji'kyŏng-ri                    | wieś                              | 하지경리     | 下地境里     |
| Kwangdŏk-ri                      | wieś                              | 광덕리       | 廣德里       |
| Rip'o-ri                         | wieś                              | 리포리       | 梨浦里       |
| Yangp'yŏng-ri                    | wieś                              | 양평리       | 陽坪里       |
| Jang'an-ri                       | wieś                              | 장안리       | 長安里       |
| Naejung-ri                       | wieś                              | 내중리       | 內中里       |
| Tonghŭng-ri                      | wieś                              | 동흥리       | 東興里       |
| P'abal-ri                        | wieś                              | 파발리       | 把撥里       |
| Roŭn-ri                          | wieś                              | 로은리       | 老隱里       |
| Hwangsuwŏn-ri                    | wieś                              | 황수원리     | 黃水院里     |
| Mi'gam-ri                        | wieś                              | 미감리       | 米甘里       |
| Sudong-ri                        | wieś                              | 수동리       | 水東里       |
| Jangp'yŏng-ri                    | wieś                              | 장평리       | 長坪里       |